# کوه فینی
کوه فینی (به انگلیسی: Finney Peak) یک کوه در ایالات متحده آمریکا است که در Lake Chelan-Sawtooth Wilderness واقع شده‌است.